# Halaibský trojúhelník

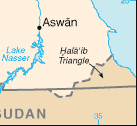
Poloha Halaibského trojúhelníku

Halaibský trojúhelník je oblast o rozloze 20 580 km². Nachází se na africkém břehu Rudého moře. Oblast nese název podle města Halaib, jenž se v trojúhelníku nachází. Oblast je již dlouhou dobu předmětem sporu mezi Egyptem a Súdánem. Nachází se severně od 22. rovnoběžky, zatímco na jih od ní lze nalézt další spornou oblast a to Bír Tavíl. V současné době je Halaibský trojúhelník de facto ve správě Egypta. Jižní hranice této oblasti je přímka a měří 290 km. Nacházejí se zde naleziště ropy a zlata.

## Historie sporu
V roce 1899 rozhodl Anglo-egyptský Súdán o politické hranici mezi Egyptem a Súdánem na 22. rovnoběžce. O tři roky později, tedy v roce 1902 vytyčila britská správa druhou: administrativní hranici. Ta byla vytyčena na popud britského ministra vnitra, aby byl usnadněn dohled nad jednotlivými kmeny. Tyto dvě smlouvy o hranicích nebyly na sobě závislé. Obě hranice ostatně nebyly v té době důležité, neboť jak území Egypta tak i Súdán spravovali Britové.
Spor započal až tehdy, když oba státy získaly nezávislost. V roce 1956 Egypt uznal hranice podél 22. rovnoběžky, zatímco Súdán naopak administrativní hranici. Území se dostalo pod správu obou států. V únoru 1958 plánovala súdánská vláda uspořádat v Halaibském trojúhelníku volby, načež egyptský prezident Gamal Násir se rozhodl do oblasti vyslat vojenské jednotky. Ty byly o měsíc později stažené. Až do roku 1992 vydržela poklidná společná správa obou států. Tohoto roku udělil Súdán jedné z kanadských těžařských firem povolení na těžbu ropy v Halaibském trojúhelníku, na základě egyptských námitek následovaly dlouholeté dohady o území na půdě OSN. Egypťané ovládají Halaibský trojúhelník od roku 2000, když rok před tím opustily súdánské jednotky oblast, kvůli vlastním problémům v jižní části země, pozdějším Jižním Súdánu. Súdán se však svého práva nad oblastí nevzdal a od roku 2004 dohady pokračují. V roce 2010 odmítl Egypt Súdánu registraci voličů pro volby, ačkoliv má obyvatelstvo Halaibského trojúhelníku etnicky mnohem blíže súdánskému než egyptskému. Po svržení Husního Mubáraka v Egyptě, nově zvolený prezident Muhammad Mursí přislíbil Súdánu podstoupení Halaibského trojúhelníka, protože dle jeho názoru je jedno jestli je Halaibský trojúhelník egyptský nebo patří Súdánu, protože obě země jsou islámské. Po vojenském puči roku 2013 byl však Mursí svržen a jeho nástupce Abdal Fattáh Sísí podobný názor nesdílí. Spory o území přetrvávají, neboť Súdán se stále odkazuje na Mursího příslib.

## Geografie
Toto území se nachází na přímoří Rudého moře. Teče zde jeden občasný vodní tok. Přes toto území vede jedna hlavní silnice a to Hala'ib W Shalateen Road která nese číslo 11 modré trasy. U přímoří Rudého moře jsou nížiny a směrem do vnitrozemí začíná být terén hornatý, nejvyšším vrcholem je Gebel Shendodai vysoký 1526 m n. m.

## Osídlení
Orientačním bodem může být město Halaib nacházející se pobřeží Rudého moře pár kilometrů severně od 22. rovnoběžky. Hlavní město oblasti je Abu Ramad, které leží 30 km severozápadně od Halaibu. Největším městem oblasti je Šalatín, jenž se nachází u hranic Halaibského trojúhelníku s Egyptem. Dalším obydleným místem je vesnice Hadarba, která leží 2 km jihovýchodně od Halaibu.